# Santiago Núñez
Santiago Misael Núñez (Roque Pérez, 29 aprile 2000) è un calciatore argentino, difensore dell'Estudiantes (LP).

## Caratteristiche tecniche
È un difensore centrale.

## Carriera
Núñez è cresciuto nel settore giovanile dell'Estudiantes (LP), con cui ha firmato il primo contratto professionistico il 2 dicembre 2021. Ha debuttato in prima squadra il 23 aprile 2022 nell'incontro di Copa de la Liga Profesional pareggiato 2-2 contro il Colón (SF) ed ha segnato il suo primo gol con il club biancorosso il 19 aprile 2023 nel successo per 4-0 contro il Tacuary in Coppa Sudamericana.
Il 3 gennaio 2024 è stato acquistato a titolo definitivo dal Santos Laguna.

## Statistiche

### Presenze e reti nei club
Statistiche aggiornate al 5 aprile 2025.
| Stagione                | Squadra                 | Campionato              | Campionato | Campionato | Coppe nazionali | Coppe nazionali | Coppe nazionali | Coppe continentali | Coppe continentali | Coppe continentali | Altre coppe | Altre coppe | Altre coppe | Totale | Totale | Totale |
| Stagione                | Squadra                 | Comp                    | Pres       | Reti       | Comp            | Pres            | Reti            | Comp               | Pres               | Reti               | Comp        | Pres        | Reti        | Pres   | Reti   |        |
| ----------------------- | ----------------------- | ----------------------- | ---------- | ---------- | --------------- | --------------- | --------------- | ------------------ | ------------------ | ------------------ | ----------- | ----------- | ----------- | ------ | ------ | ------ |
| 2022                    | Estudiantes (LP)        | PD                      | 2          | 0          | CA+CdL          | 0+2             | 0               | CL                 | 1                  | 0                  | -           | -           | -           | 5      | 0      |        |
| 2023                    | Estudiantes (LP)        | PD                      | 16         | 0          | CA+CdL          | 4+12            | 0               | CS                 | 12                 | 1                  | -           | -           | -           | 44     | 1      |        |
| gen.-giu. 2024          | Santos Laguna           | LMX                     | 14         | 0          | CMX             | 0               | 0               | -                  | -                  | -                  | -           | -           | -           | 14     | 0      |        |
| 2024-gen. 2025          | Santos Laguna           | LMX                     | 10         | 0          | CMX             | 0               | 0               | -                  | -                  | -                  | LC          | 3           | 0           | 13     | 0      |        |
| Totale Santos Laguna    | Totale Santos Laguna    | Totale Santos Laguna    | 24         | 0          |                 | 0               | 0               |                    | -                  | -                  |             | 3           | 0           | 27     | 0      |        |
| 2025                    | Estudiantes (LP)        | PD                      | 10         | 0          | CA              | 1               | 0               | CL                 | 1                  | 1                  | -           | -           | -           | 12     | 1      |        |
| Totale Estudiantes (LP) | Totale Estudiantes (LP) | Totale Estudiantes (LP) | 28         | 0          |                 | 19              | 0               |                    | 14                 | 2                  |             | -           | -           | 61     | 2      |        |
| Totale carriera         | Totale carriera         | Totale carriera         | 52         | 0          |                 | 19              | 0               |                    | 14                 | 2                  |             | 3           | 0           | 88     | 2      |        |

## Palmarès

### Club

#### Competizioni nazionali
- Copa Argentina: 1

Estudiantes (LP): 2023